# The Freshman
The Freshman es el primer episodio de la cuarta temporada de Buffy the Vampire Slayer. La narración sigue a Buffy que intenta encajar dentro del mundo universitario, donde Willow parece valerse por sí misma.
Este episodio y algunos más de esta temporada exploran el sentimiento de llegar o atravesar el período de madurez, en especial de Buffy. Sin ninguna figura paterna, y solo pudiendo acudir a su vigilante, Buffy tiene que hacer frente a los problemas de los adultos ella sola. Giles es consciente de ello y es por esto que le dice «que no puede pedirle ayuda» a cada momento ahora que está en la universidad.

## Argumento
Buffy (Sarah Michelle Gellar) conoce a su nueva compañera de habitación, Kathy (Dagney Kerr), que ronca. Pasa su primer día en la facultad y todo le sale mal. Por la noche tropieza con un chico, Eddie (Pedro Pascal), con el que comienza a hablar, pero cuando ya se han despedido el chico es atacado por una banda de vampiros que roba en su habitación y deja una nota como si él se hubiera ido.
Buffy va a visitar a Giles (Anthony Head), que ahora está sin trabajo, y se encuentra con que está con una mujer, Olivia (Phina Oruche). Le cuenta que no cree que Eddie se marchara. Quiere la ayuda de Giles, pero este le dice que tiene que cuidar de sí misma. Por la noche, patrullando, Buffy encuentra a Eddie. Le sigue y tiene que matarle porque se ha convertido en un vampiro. Sandy (Katharine Towne), la jefa de la banda de vampiros que ronda por la facultad, ha visto la escena. Luchan pero Buffy no parece ella misma y termina huyendo.
Al día siguiente, Buffy va a visitar a su madre (Kristine Sutherland) y ve su habitación llena de cajas. Suena el teléfono en su casa y nadie contesta. De regreso a su dormitorio, encuentra sobre su cama una nota firmada con su nombre en la que dice que se ha ido.
Buffy acude al Bronze, echando de menos los viejos tiempos. Allí ve a un chico que le recuerda a Ángel y se encuentra a Xander (Nicholas Brendon), que confiesa que no llegó muy lejos en su viaje para conocer América. Buffy se sincera con él, y este logra devolverle la confianza en sí misma, no dudando ni un minuto en ponerse a investigar con ella. Así, descubren la guarida de los vampiros. Xander va en busca de armas y ayuda mientras Buffy se queda vigilando. Accidentalmente cae en el centro de la guarida, donde los vampiros estaban jugando con sus cosas.
Oz (Seth Green) y Willow (Alyson Hannigan) descubren la nota de Buffy en su habitación. Willow está preocupada y en ese momento aparece Xander que les explica lo que pasa. Llegan a tiempo de unirse a la pelea pero Buffy ya ha recuperado la confianza en sí misma cuando Sandy empieza a destrozar sus cosas. Cuando abandonan la guarida con las cosas de Buffy aparece Giles que ha cambiado de opinión y viene a ayudar a Buffy.
El único vampiro que se les ha escapado termina siendo capturado por un comando militar.

## Reparto

### Personajes principales
- Sarah Michelle Gellar como Buffy Summers.
- Nicholas Brendon como Xander Harris.
- Alyson Hannigan como Willow Rosenberg.
- Seth Green como Oz.
- Anthony Stewart Head como Rupert Giles.

### Apariciones especiales
- Kristine Sutherland como Joyce Summers.
- Marc Blucas como Riley Finn.
- Dagney Kerr como Kathy Newman.
- Pedro Pascal como Eddie.
- Katharine Towne como Sunday.
- Lindsay Crouse como Maggie Walsh.

### Personajes secundarios
- David Boreanaz como chico parecido a Ángel en el Bronze.
- Mike Rad como Rookie.
- Shannon Hillary como Dav.
- Mace Lombard como Tom.
- Robert Catrini como el profesor Riegert
- Scott Rinker como R.A.
- Phina Oruche como Olivia.
- Denice J. Sealy como estudiante voluntario.
- Evie Peck como chica enfadada.
- Anil Raman como amigo de Earnest.
- Jason Christopher como Guy bromista.
- Jane Silvia como mujer conservadora.
- Mark Silverberg como estudiante que pasa.
- Walt Borchert como nuevo vampiro.

## Producción